# Karnischer Höhenweg
Der Karnische Höhenweg (Weg Nr. 403) ist ein Wanderweg in den Karnischen Alpen, der in weiten Teilen auf der Höhe des Karnischen Hauptkamms in mehrere Varianten entlang der Staatsgrenze zwischen Italien (Regionen Venetien und Friaul-Julisch Venetien) und Österreich (Bundesländer Tirol, genauer Osttirol, und Kärnten) verläuft. Er berührt neun Schutzhütten und hat eine Gesamtlänge von rund 155 km. Gleichzeitig ist er Teil des Südalpenwegs (Österreichischer Weitwanderweg 03) sowie des  Friedenswegs, dessen Idee bereits im Gruber-De-Gasperi-Abkommen von 1946 vorhanden ist. Außerdem ist er Teil des Roten Weges der Via Alpina.
Der Höhenweg selbst weist keine außergewöhnlichen Schwierigkeiten für Wanderer auf. Es muss aber berücksichtigt werden, dass die Etappen (zum Teil bis zu neun Stunden) sehr lang sind. In der Hauptsaison Juli/August ist der Weg sehr überlaufen und es kann zu Engpässen bei Übernachtungen in den Hütten kommen. Da die meisten Begeher am Wochenende an- und abreisen, empfiehlt sich ein Start außerhalb der Wochenenden. Der Weg kann in beiden Richtungen begangen werden; je nach Richtung dominiert die frontale Sonneneinstrahlung am Vor- oder am Nachmittag. Bei einem drohenden Wettersturz sollte nicht gezögert werden, einen der zahlreichen Notabstiege ins Tal zu nutzen, denn auf dem exponierten Höhenweg besteht große Blitzschlaggefahr.

## Geschichte

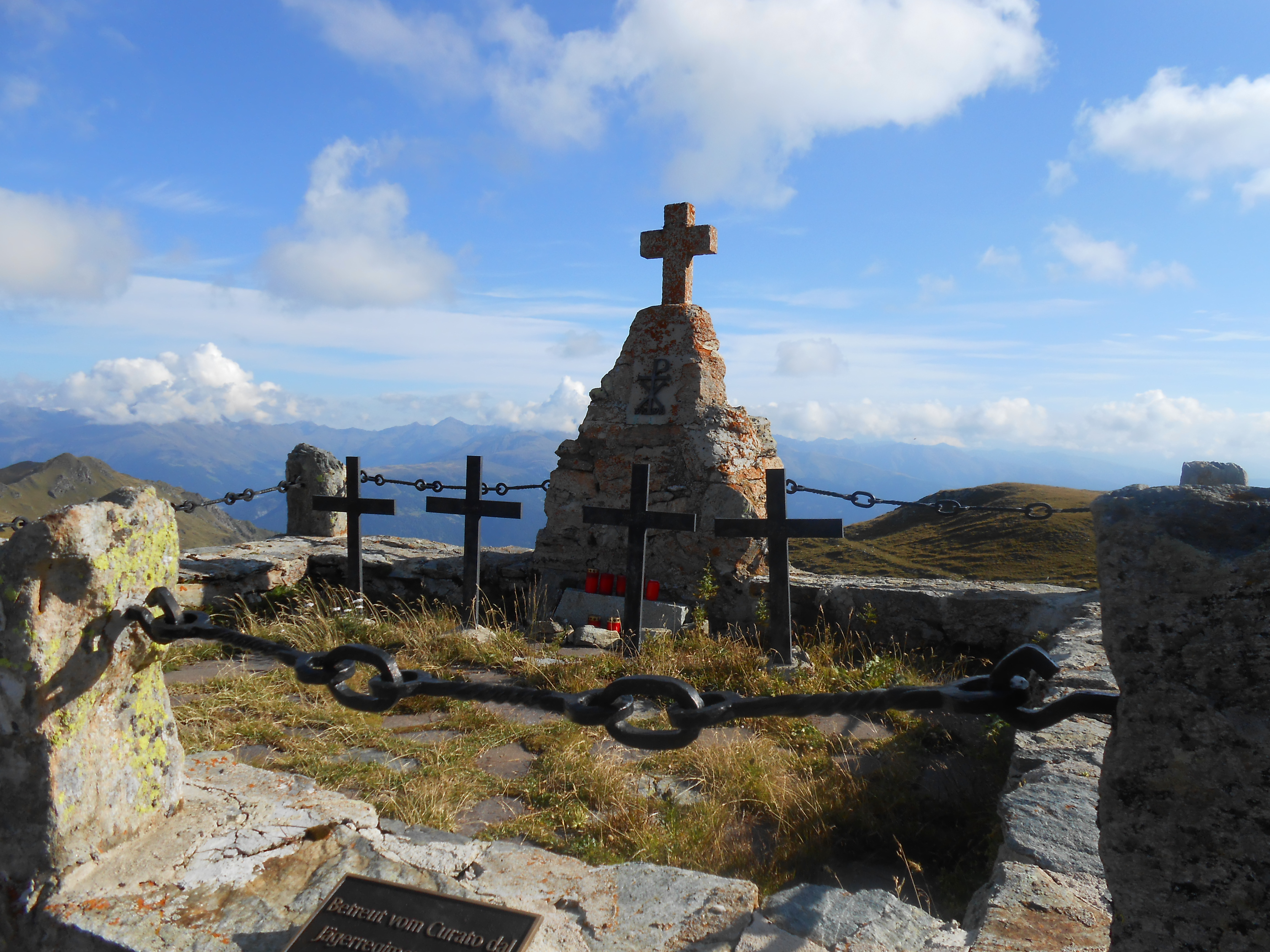
Bergfriedhof am Hochgräntenjoch

Die Karnischen Alpen wurden ab der Mitte des 19. Jahrhunderts touristisch erschlossen, der Karnische Höhenweg aber verdankt seine Existenz dem Ersten Weltkrieg, als der Dreibund zwischen Italien, Österreich und dem Deutschen Reich zerbrach und daraufhin ab 1915 der Gebirgskrieg in den Karnischen Alpen begann. Zur Vorbereitung dieses Krieges wurden beiderseits der Staatsgrenze Versorgungswege angelegt, an denen Geschützstellungen, Kasematten, Gänge, Unterkünfte und später auch Friedhöfe errichtet wurden.
Bedingt durch den Zweiten Weltkrieg kam es ab Anfang 1944 zu Partisanentätigkeiten, wodurch die Infrastruktur der Region und Teile des Wegsystems schwer beschädigt bzw. zerstört wurden. Im Laufe der Jahrzehnte verfielen weitere Teile der Verbindungswege. 1970 setzten sich der Bergrettungsarzt Ernst Steinwender und Richard Grumm für die Wiedererrichtung des Wegsystems ein, um den Tourismus in der Gegend wieder zu fördern. Im Jahre 1974 waren die Wege wiederhergestellt und miteinander verbunden.
Noch heute sind zahlreiche Ruinen aus der Zeit des Ersten Weltkrieges vorhanden. In Kötschach-Mauthen gibt es das Museum 1915 bis 1918 vom Ortler bis zur Adria der Dolomitenfreunde über diesen Gebirgskrieg, das 1992 eröffnet wurde.

## Besonderheiten
Auf Grund der geologischen Vielfalt des Gesteins der Karnischen Alpen wurde zwischen Sillian und dem Naßfeld ein geologischer Lehrpfad (der Geo-Trail) eingerichtet. Mit Hilfe von Schautafeln entlang des Weges wird die Geologie der Karnischen Alpen genauer erläutert.

## Etappen
Der Karnische Höhenweg wird meist in acht bis elf Etappen untergliedert.

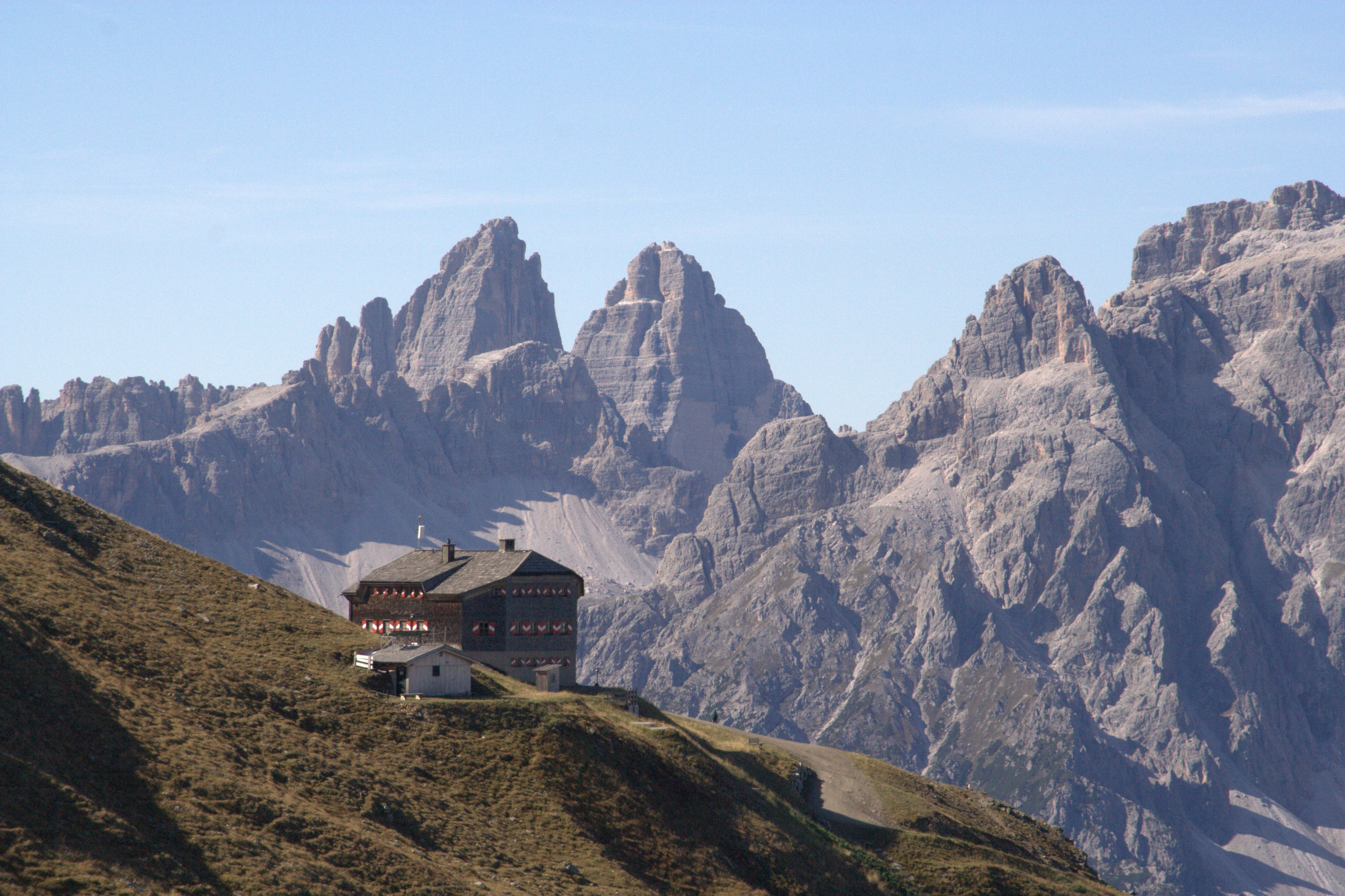
Die alte Sillianer Hütte, 2008

1. Etappe: Italienischer Ausgangspunkt des Weges ist Sexten, österreichischer Sillian. Von beiden Orten kommt man auf den Helm (2434 m), über den Grat entlang der österreichisch-italienischen Staatsgrenze in 4 Stunden zur Sillianer Hütte (2447 m). In Sexten und Obervierschach gibt es Seilbahnen, die die Gehzeit auf zweieinhalb Stunden verkürzen.
2. Etappe: Von der Sillianer Hütte zur Obstansersee-Hütte (2304 m) in 5 Stunden mit einigen Gipfelüberschreitungen (Hornischegg 2550 m, Hollbrucker Spitze 2581 m, Demut 2592 m und Eisenreich 2665 m).
3. Etappe: Von der Obstanserseehütte zur Porzehütte (1942 m) in 7 Stunden mit Überschreitung der Pfannspitze (2678 m), der Großen Kinigat (2689 m) mit leichtem Klettersteig, aber eine südliche Umgehung der Großen Kinigat ist möglich über ein stark geneigtes Schotterfeld. Vorbei an der kleinen Filmoor-Standschützenhütte (2350 m, Übernachtungsmöglichkeit) durch das Rosskar zur Porzehütte hinunter.
4. Etappe: Von der Porzehütte zum Hochweißsteinhaus (1868 m) in 9 Stunden. Der Weg führt nach Süden zum Tilliacher Joch und dann genau auf dem Hauptkamm über das Reiterkarspitz (2422 m), dann am Winklerjoch südlich des Hauptkamms bis zur Hochspitzsenke (2314 m). Der Hochspitz kann nördlich umgangen werden, oberhalb der Biwakschachtel Mitterkar-Biwak geht es vorbei über das Steinkarspitz (2524 m) zum Luggauer Sattel, dann nach Nordosten hinab um das Torkarspitz herum zur Hütte.

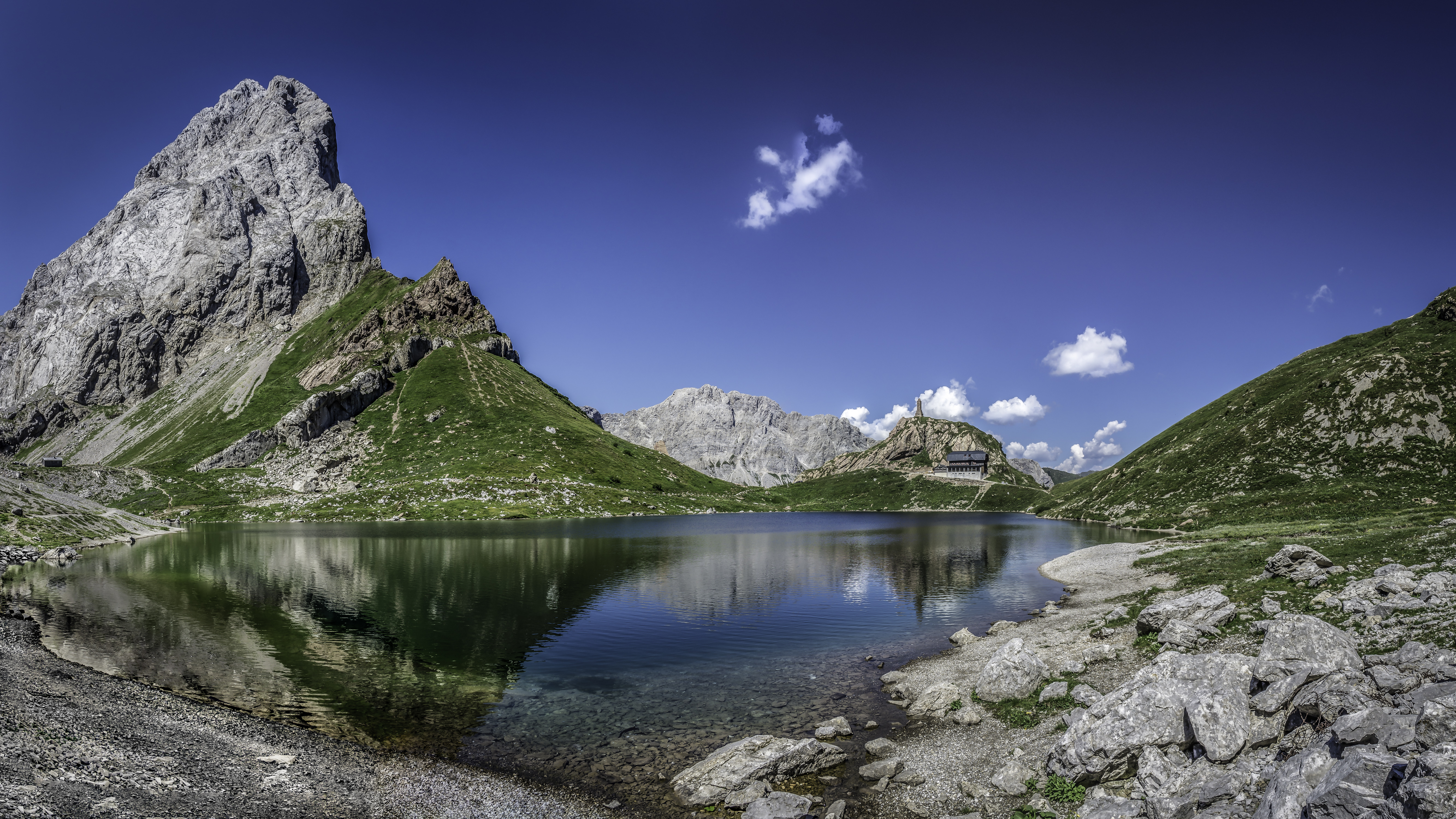
Seewarte mit dem Wolayer See

5. Etappe: Vom Hochweißsteinhaus zur Wolayer-See-Hütte (1959 m) oder zum Rifugio Lambertenghi Romanin (1955 m) in 6 Stunden. Zunächst hinauf zum Öfnerjoch (2011 m) dann hinab in die bewaldete Südflanke des Hauptkamms durch das Val Fleons, vorbei an urtümlichen zum Teil auch aufgegebenen Caseras, hinauf zum Giramondopass (2005 m). Vom Pass sehr steil hinunter zur oberen Wolayeralm, dann über eine Schotterstraße hinauf zum Birnbaumer Törl mit markantem Kriegerdenkmal zur österreichischen Wolayer-See-Hütte oder 15 Minuten weiter am Westufer des Wolayer Sees entlang zum italienischen Rifugio Lambertenghi Romanin. Ab der Oberen Wolayeralm wird auch auf dem Julius Kugy Alpine Trail (ÖAV/Landesverband Kärnten) gewandert.
6. Etappe: Vom Wolayer See zur Unteren Valentinalm (1220 m) in 2 Stunden. Zunächst am See entlang nördlich an der Hohen Warte (ital.: Monte Coglians, 2780 m,) vorbei hinunter zum Valentinstörl, dann zur Oberen Valentinalm und weiter zur Unteren. Die Besteigung der Hohen Warte durch die Nordwand (Koban-Prunner-Weg), erfordert einen ganzen Tag, hat an einigen Stellen den Schwierigkeitsgrad UIAA II.
7. Etappe: Von der Unteren Valentinalm zur Zollnerseehütte (vormals Dr. Steinwender-Hütte; 1720 m) in 8 Stunden. Zunächst zur Plöckenpass-Straße (1215 m am Plöckenhaus-Restaurant). Die Straße nach Süden entlang gehen bis links der „Museumsweg“ abzweigt. Diesem bis zu dem kleinen Museum für die Geschichte des Gebirgskrieges 1915–1918 folgen, dann über den Weg 401 (Museumsweg) entlang der ehemaligen Befestigungen auf dem Hauptkamm, dann dem Weg 402 folgend bis zum Lago Avostanis (1936 m). Über die südöstlich abgehende Fahrstraße hinab, bis links der Weg 448 abbiegt. Diesen hinauf bis zum Monte Scarniz (2118 m) gehen, weiter zum Hohen Trieb (2198 m), nördlich in leichter Kletterei hinab zum Kleinen Trieb und dann zur Zollnerseehütte.
8. Etappe: Von der Zollnerseehütte zum Nassfeld in 8 Stunden. Auf dem leichten Weg 403 über die Straniger Alm (1479 m), dann über den Kordinsattel (1752 m) zum Cima di Lanza (1893 m) weiter zum Trogkofel (2297 m, Klettersteig mit Leitern, Ausrüstung erforderlich, mittlere Schwierigkeit, nicht für Anfänger), diesen südlich umgehen. Dann zum Rudnigsattel (1889 m), links hinunter ins Nassfeld.
Die meisten Begeher des Weges beenden diesen am Nassfeld oder bereits vorher an der Plöckenpass-Straße. Es ist aber möglich, seinem Verlauf weiter bis nach Thörl-Maglern zu folgen. Der Weg verliert auf diesem Abschnitt weitgehend seinen alpinen Charakter und führt über mehrere Almen und durch bewaldetes Gelände. Dafür sind nochmals zwei bis drei Tage erforderlich, wobei Übernachtungsmöglichkeiten auf Almgasthöfen genutzt werden können.

## Zeitschriften
- Alpin, Heft 6/1989
- Berge, Heft 55 „Karnische Alpen“, 1992
- Bergsteiger, Heft 1/2001

## Karten
- Alpenvereinskarte Blatt 57/1 (Karnischer Hauptkamm, West), 1:25.000; Österreichischer Alpenverein 2020; ISBN 3-948256-00-4.
- Tabacco-Wanderkarten 1:25:000, Blätter 01, 09, 010, 017, 018
- Österreichische Karte 1:50:000, Blätter 195-199, aktuelle UTM-Version: 3108-3111, 3116, 3117[4]
- Freytag & Berndt, Wanderkarte 1:50.000, Blätter 182 und 223
- Kompass-Wanderkarten 1:50.000, Blätter 47, 58, 60